# Flor Nacional de Venezuela

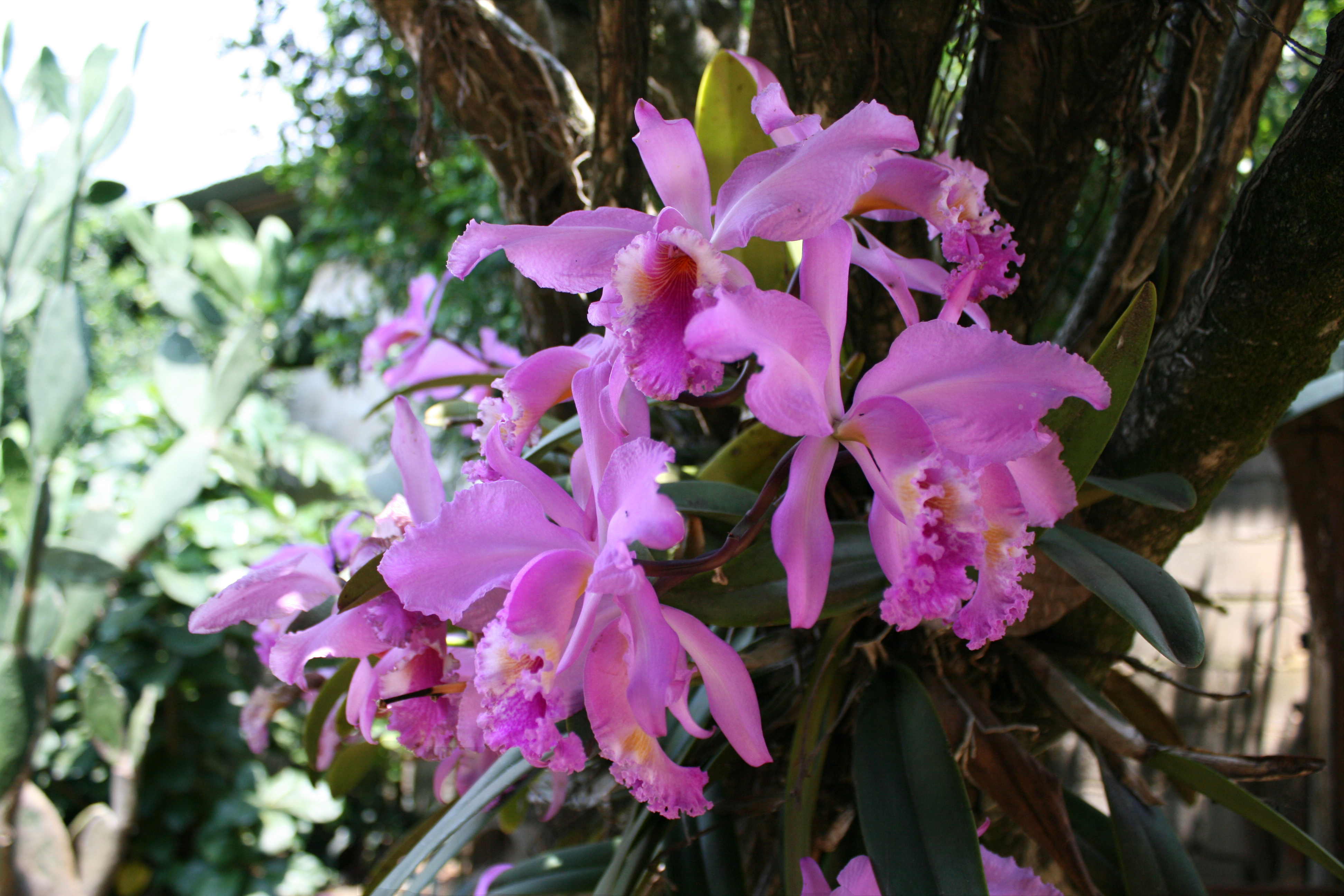
La flor de mayo es la flor nacional de Venezuela.

Flor Nacional de Venezuela es la planta que representa parte de la belleza natural de Venezuela, que conforma junto al Árbol Nacional al Ave Nacional de Venezuela, los Símbolos Ornamentales de Venezuela. En Venezuela la Flor Nacional es la orquídea Cattleya mossiae, la utiliza para adornar la Cruz de Mayo durante una fiesta tradicional religiosa que lleva el mismo nombre.   
Esta flor fue nombrada como Flor Nacional el 23 de mayo de 1951 por decreto presidencial del entonces presidente de la Junta de Gobierno Germán Suárez Flamerich.

## Historia
José Saer D'Eguert, un estudiante y botánico larense, quien además fue  miembro fundador de la Sociedad Venezolana de Ciencias Naturales, fue el primero en proponer una especie como Flor Nacional, lo hizo en 1940, proponiendo la especie Rosa de Montaña (Brownea grandiceps) alegando su belleza, su facilidad de siembra, su presencia en muchos parques públicos y lugares de Venezuela, su gran esplendor, así como sus propiedades medicinales y su facilidad de adaptarse a la luz y a la sombra. Sin embargo su propuesta no contó con el apoyo suficiente para ser declarada Flor Nacional, pero más adelante su idea sería tomada en cuenta.
En 1942 la Sociedad Venezolana de Ciencias Naturales, cuyo presidente era Williams H. Phelps, efectuó la propuesta de realizar un debate público para la elección de la Flor y Árbol Nacionales, siendo propuestas para competir tres especies, la Flor de Nácar (Catasetum pileatum), propuesta por Henri Pittier, la Rosa de Montaña (Brownea grandiceps) que había sido propuesta por Saer D'Eguert y la Amapola Blanca (Plumeria alba) propuesta por Luis Oramas. Una vez realizada la votación se decidió elegir como Flor Nacional la Flor de Nácar, esto debido a su gran belleza, su versatilidad, sus grandes detalles y su forma bien definida, sumándose además la gran defensa de la misma, realizada por el botánico Henri Pittier. La Flor de Nácar en Venezuela, no es la misma conocida en el mundo, pues en Venezuela se llama Flor de Nácar a un tipo de Orquídea.
La Flor de Mayo, sería propuesta como Flor Nacional, en mayo de 1949, esto a través de una resolución conjunta del Ministerio de Agricultura y Cría y del Ministerio de Educación, así como de la Junta Militar de Gobierno de fecha 28 de mayo de 1949, la cual fue publicada en Gaceta Oficial Nº 22935, del 3 de junio de ese mismo año. Por tal motivo se designó una comisión integrada entre otros por el Profesor Francisco Tamayo Yepes, Williams Phelps y Manuel Núñez, y luego de un profundo e intenso estudio y largas discusiones, se decidió escoger la Orquídea o Flor de Mayo (Cattleya mossiae) como Flor Nacional de Venezuela, esto debido a sus condiciones excepcionales y su inmensas y notables cualidades, tal como la diversidad de forma, tamaño y color, además de su inigualable belleza. El 19 de septiembre de 1949, fue emitido un dictamen a los Ministerios de Educación y de Agricultura y Cría, los cuales fueron descartados por órdenes del Poder Ejecutivo, hasta que el 23 de mayo de 1951, por decreto presidencial del entonces presidente Germán Suárez Flamerich se nombró oficialmente como Flor Nacional.
El 23 de mayo, en Venezuela, se celebra el día de la Flor de mayo, y es típico ver en las escuelas, actos culturales relacionados con este día.
Venezuela tiene más de 1.500 especies de orquídeas, lo que la convierte en uno de los países con mayor biodiversidad de esta flor.
Desde que fue nombrada como Flor Nacional, la Flor de Mayo se ha vuelto un símbolo de gran trascendencia para Venezuela, siendo considerada por los venezolanos, como uno de los símbolos patrios. En  Venezuela, la orquídea es considerada como un símbolo de femineidad, esto debido a su gran belleza, además del hecho de que para el proceso de polinización, es necesario que los insectos sean machos, los cuales son atraídos de forma sorprendente y profunda por su labelo. Si bien la Flor de mayo, tiene distintos colores, la más representativa en Venezuela es la de color morado.